# K (аніме)
K (також відомий як Проєкт К) — аніме-серіал 2012 року, створений анімаційною студією GoHands і GoRa, групою, що складається з семи анонімних творців, відомих як Кохей Азано, Тацукі Міязава, Юкако Кабей, Яшичиро Такахаші, Хідеюкі Фурухаші, Сузу Сузукі та Реі Райракі. Режисером серіалу є Шинґо Сузукі, водночас обіймаючи посаду дизайнера персонажів. Трансляція відбувалася станцією MBS 5 жовтня 2012 року. У Північній Америці аніме ліцензувалося видавництвом Viz Media і компанією Madman Entertainment в Австралії. Всесвіт аніме зображає Японію, яка опиняється у секретному контролі семи Королів, керівниками спіритичних кланів, відомих як Клани Семи Кольорів. Ісана Яширо, зовні звичайнісінький студент старшої школи Ашинака, раптово стає ціллю ХОМРи, відомого як Червоний Клан та загоном, відомим як Скіпетр-4 Синього Клану, через вбивство миролюбця Тоцуки Татари з ХОМРи. За допомоги талановитого мечника Куро Ятоґамі та кішки-стрейну з сенсорно-просторовими здібностями на ім'я Неко. З їхньою допомогою Яширо відзнаходить свою справжню особистість та стає відомим як Адольф К. Вайсманн, перший Срібний Король.
Приквел манґи під назвою K: Memory of Red, авторства Юі Куро, серіалізований в Kodansha's Aria у проміжку від 28 травня 2012 року до 15 серпня 2013 року. Наступна приквельна манґа K: Stray Dog Story випускався у Kodansha's good! Afternoon від листопада 2012 року до травня 2013 року. Третя манґа K: Days of Blue, серіалізована в Kodansha's Aria у проміжку від листопада 2013 року до липня 2014 року; четверта K: Countdown від грудня 2014 року до липня 2015 року, водночас п'ята частина K: Missing Kings випускалася Monthly G Fantasy з квітня до серпня 2015 року. П'ять наступних видань K: The First, Gakuen K, K: Lost small world, K: Dream of Green, and K: Return of Kings перебувають на стадії виходу. Також дві інші лайт-новели K Side: Blue and K Side: Red випускалися у жовтні та листопаді 2012 року; третя лайт-новела під назвою K Side: Black and white була випущена у травні 2013 і ще одна K — Lost small world була випущена у квітні 2014 року.
Стрічка-сиквел була випущена 12 липня 2014 року. Розробкою візуальної новели займалася група Otomate.
Аніме продовження було анонсоване на офіційному акаунті аніме серіалу. Наступна частина аніме-серіалу K: Return of Kings транслювалася з 3 жовтня до 26 грудня 2015 року завершуючи сюжет оригінальної історії.
Новий аніме-проєкт, базований на оригінальній історії авторства GoRA та GoHands, отримала назву K: Seven Stories отримав дозвіл на старт. GoHands та Шинґо Сузукі повернулися до продюсерства та розробки аніме-серіалу.

## Сюжет
Яширо Ісана жив відносно звичайним спокійним життям у технологічно розвинутому місті Шизуме, навчається в старшій школі Ашинака, яка розташована на острові на околиці. Яширо має приятельські стосунки з оточуючими. Все в його поведінці здається нормальним, окрім звички забувати свій шкільний КПК. Однак все йде шкереберть після вбивства Тоцуки Татари, блискучого члена ХОМРи. Особистість справжнього вбивці, але підозра падає на чоловіка, зовні дуже схожого на Ісано Яширо. Жадаючи помсти, члени Червоного Клану розпочинають пошуки Яширо задля вбивства останнього. Всі вважають Яширо вбивцею.

## Список основних персонажів

### Срібний Клан
- Ісано Яширо — спочатку студент старшої школи Ашинака, а згодом — перший Срібний Король Адольф К. Вайсманн. Дуже дружелюбна та примирлива людина, ненавидить конфлікти та надає перевагу мирноому розв'язанню проблем. Звинувачується у вбивстві члена Червоного Клану Тоцуки Татари.
- Ятоґамі Куро — також відомий як «Чорний Пес», учень Міви Ічигена та друг Ісано Яширо. Спочатку не вірить в невинність Широ і хоче його спіймати, але потім допомагає йому відновити справедливість. Має гарні куховарські здібності.
- Неко — стрейн (істота з могутніми здібностями) та одна з подруг Ісано Яширо. Володіє здатністю спотворювати навколишній світ Має дуже легковажний характер та вільну вдачу. Полюбляє смачененьке, яке для неї готує Куро.

### Червоний Клан (ХОМРА)
- Суо Мікото — король Червоного Клану. Волоідіє надзвичайною полум'яною силою та плавким жаром, який здатний плавити різноманітні об'єкти. Його природа є дуже рушійною, хоча його характер є дуже спокійним та врівноваженим. Турбується про своїх слуг. які є його близькими друзями.
- Акушина Анна — членкиня Червоного Клану та улюблениця Суо Мікото. Дуже спокійна та мудра дівчинка. Володіє телепатичними здібностями. Також полюбляла проводити час біля Тоцуки Татари.
- Місакі Ята — один з найзапальніших та найактивніших членів Хомри. Дуже любить битви та кидається в них за першої ліпшої нагоди. Має неоднозначні «ворожо-дружні» стосунки з Фушимі. Побоюється та соромиться дівчат. Його основною зброє є битка, а скейт — найлюбленішим засобом його швидкого пересування. Не любить коли його називають на ім'я, бо воно схоже на жіноче. Називає Фушиі «макакою».
- Кусанаґі Ізумо — є неофіційним «барменом» у барі ХОМРи. Дуже спокійний та розважливий молодик. Полюбляє палити. Має стримано-приятельскі стосунки з членкинею Синього Клану, Авашимою Сейрі.

### Синій клан (загін Скіпетр-4)
- Мунаката Рейші — Синій Король та керівник одного з найпотужніших загонів Синього Клану — Скіпетр-4. Дуже точний, мудрий та виважений. Володіє чудовими фехтувальними здібностями та є єдиним, хто може серйозно протистояти Суо Мікото.

- Авашима Сейрі — членкиня та замісниця капітана загону спецпризначенців Скіпетр-4. Дуже ввічлива, формальна та відповідальна. Вміє визнавати свої помилки та брати на себе відповідальність. Дуже старанно та серйозно підходить до виконання своїх обов'язків. Має дуже привабливу зовнішність.
- Фушимі — один з поважних членів «Скіпетра-4». Раніше був співкланівцем Яти і був членом, Хомри, однак через певні особисті непорозуміння з Ятою, покинув останніх та приєднався до «синіх». Чудово володіє мечем та майже завжди провокує Яту, коли бачить його на полі бою, дражнячи його «Мі-са-кі» (знаючи. що Ята ненавидить. коли його називають на ім'я).
- Гото — один з мечників «Скіпетра-4». Має характеру зачіску з зачісуванням назад, яку дуже любить.
- Домеджі Енді — один з мечників «Скіпетра-4». Веселий та жартівливий молодик.
- Бензай — один з мечників «Скіпетра-4».
- Еномото — один з мечників «Скіпетра-4». Дуже гарно розуміється в комп'ютерній техніці та приладді.

### Зелений клан «Джунглі»
- Сукуна Ґоджо — наймолодший член Зеленого Клану. Озброєний бойовою косою. Любить прицінюватися до суперників та нападає на кожного, за кого можна отримати гарну винагороду з очків та підвищення рангу. Страшенно казиться, коли його сприймають як дитину.
- Наґаре — потужний Зелений Король, метою якого є заволодіти потужним обсидіаном, який неймовірно посилить його властивості. Зазвичай прикований до інвалідного візка, але на короткий час може звільнити всю свою міць і стає майже нездоланним.
- Юкарі — один з найпотужніших мечників Зеленого Клану та колишній друг Куро Ятоґамі. Має дуже мрійливу і трішки «жіночну» вдачу. Любить робити догляд за своєю шкірою та носить маски для обличчя. Має балакучого папугу.
- Балакучий папуга - один з членів Зеленого Клану. Зазвичай сидить на пелчах Юкарі. але Зелений Король, Наґаре, часто використовує його як об'єкт для послань. маючи властивість «вселятися» в розум папуги та безпосередньо відсілідковувати переміщення суперників або передавати їм певні повідомлення.

### Некольоровий клан
- Некольоровий Король — загадковий король, про силу якого мало що відомо. Відомий за особистістю як пройдисвіт, що має на меті посварити між собою всіх членів Кланів Семи Кольорів. Може вселятися у свідомість людей.